# Strage del Duomo di San Miniato
La strage del Duomo di San Miniato avvenne il 22 luglio 1944 durante la seconda guerra mondiale. Cinquantacinque persone, radunate nella cattedrale, perirono a causa di una granata sparata dal 337º Battaglione d'artiglieria campale statunitense, che colpì accidentalmente l'edificio.
Fino al 2004 la responsabilità dell'eccidio era stata erroneamente attribuita alle truppe tedesche della 3ª Divisione granatieri corazzati, allora in ritirata dalla cittadina.

## Contesto storico-ambientale
L'inverno di guerra del 1944 aveva aggiunto in Italia nuove privazioni a quelle a cui la popolazione era stata costretta nel passato. Scarsità di generi alimentari di prima necessità, mancanza di vestiario e spesso di corrente elettrica e poco carbone disponibile favorivano il contrabbando, il mercato nero e la borsa nera. Il vantaggio di un inverno mite e con poche piogge s'era risolto in un fatto negativo per le continue incursioni aeree, a ondate, sulle città. Con la primavera San Miniato divenne luogo di alloggiamenti militari: in città si stanziarono dai trenta ai cento soldati della 3ª Divisione granatieri corazzati del Generalleutnant (generale di divisione) Walter Denkert, nella Villa Antonini aveva sede il Comando tattico della 90ª Divisione granatieri corazzati che era dislocata, come la 26ª Divisione corazzata, nelle ville di campagna adiacenti alla città; tutte e tre le divisioni erano inquadrate nel XIV Corpo d'armata corazzato. Gli eccidi nazisti a Civitella in Valdichiana, a Falsano, a Castello di San Pancrazio, e la formazione di piazzole per mitragliatrici nella frazione di Calenzano e in Paesante (a sud-ovest di San Miniato da cui si domina la valle dell'Enzi e dell'Egola) accumulavano timori nella popolazione.
Nella seconda metà del luglio 1944, la Quinta armata statunitense avanzò inesorabilmente: il 17 luglio furono liberati i comuni di Montaione e Ponsacco, rispettivamente a est e a ovest di San Miniato che, per la sua configurazione geografica, risultava un punto strategicamente importante per le truppe tedesche impegnate a tenere la posizione fino al mattino del 24, prima di ritirarsi al di là della "linea Heinrich" lungo il fiume Arno. La città, aveva visto crescere notevolmente il numero degli abitanti a causa di sfollati delle vicine città di Pisa, Livorno, Pontedera che vi avevano cercato ricovero, viveva momenti particolarmente tesi. Il 17 luglio l'ordine di evacuazione della cittadina, impartito dal Comando tedesco per garantire alle truppe una ritirata sicura e agevole, venne ignorato dalla popolazione. Il 18 luglio l'ingiunzione venne reiterata e ancora una volta non fu eseguita, anche perché il podestà era scomparso e non c'era un'autorità di riferimento nel paese.

Tre formazioni partigiane operavano nelle campagne circostanti San Miniato: la brigata "Corrado Pannocchia" comandata da Loris Sliepizza, la "Mori Fioravante" comandata dallo stesso Mori e la "Salvadori Torquato" comandata dal medesimo. Queste formazioni si erano rese protagoniste di alcuni scontri e dell'uccisione, dall'11 al 18 luglio, di tre militari tedeschi, fra cui un ufficiale. La città si ritrovava quindi minacciata dalla strategia tedesca della ritirata, lenta e aggressiva. Il 18 luglio i tedeschi, in relazione all'uccisione dei tre militari, arrestarono tredici persone che in un secondo tempo furono tutte rilasciate. Successivamente, da mercoledì 19 i tedeschi iniziarono a minare molti edifici in gran parte lungo la strada principale facendoli saltare nella tarda serata e nella notte dal 20 al 21, tra questi la sede della Cassa di Risparmio e metà del palazzo Grifoni. Nel complesso, prima del loro abbandono del paese fu raso al suolo circa il 60% delle case.

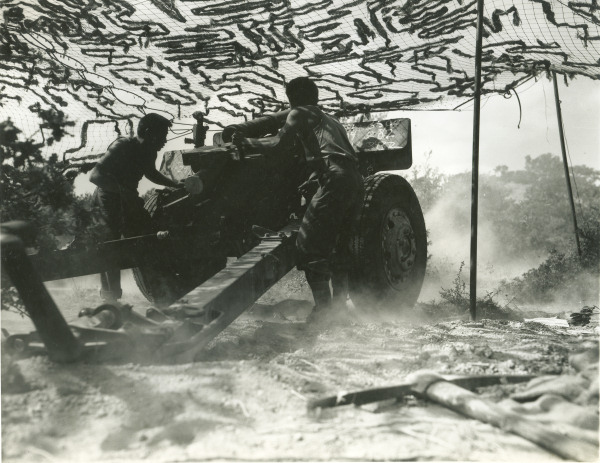
Luglio 1944. Cannone americano M2 da 105 mm, fotografato nella campagna toscana il 12 luglio

### Il concentramento della popolazione
Nelle prime ore del 22 luglio 1944, verso le 6:00, un ufficiale tedesco, accompagnato dall'interprete, si presentò al Palazzo Vescovile chiedendo di parlare con il vescovo Ugo Giubbi. L'ufficiale, dopo essersi lamentato del fatto che la popolazione si trovasse ancora in città nonostante l'ordine di sfollamento fosse stato diramato da tempo, presentò al vescovo la richiesta di avvertire tutti i civili affinché si radunassero per le ore 08:00 in piazza dell'Impero (nel dopoguerra ridenominata "piazza del Popolo"), tolti i vecchi che non potevano camminare, i malati e i bambini, per essere condotti in campagna, dove si sarebbero trattenuti per circa due ore, perché in città v'era pericolo grave. Il vescovo fece osservare che per quell'ora sarebbe stato impossibile organizzare il raduno, date le difficoltà di accesso al luogo, dovute tra l'altro alle strade ingombre di macerie e propose il prato del Duomo come luogo di raduno. L'ufficiale dispose, allora, che l'adunata avvenisse anche sul prato del Duomo. Il vescovo comunicò subito l'ordine per mezzo dei suoi chierici e la popolazione iniziò ad arrivare nelle due piazze.

#### Piazza dell'Impero detta di San Domenico
Da metà del mese di luglio il convento dei Padri Domenicani ospitava circa un migliaio di persone di ogni età che avevano occupato tutti gli spazi disponibili. All'alba del 22 luglio alcuni soldati tedeschi si presentarono al convento ordinando ai rifugiati di uscire e di radunarsi nella piazza antistante la chiesa, cioè dell'Impero. Gli uomini sarebbero stati condotti fuori città, mentre le donne, i vecchi, i malati e i bambini sarebbero rientrati nel convento con gli altri che già si trovavano sulla piazza. Poco dopo l'ordine cambiò e tutti furono fatti entrare nella chiesa sul cui tetto da giorni sventolava una grande bandiera pontificia. Due soldati piantonarono le porte esterne della chiesa e quella interna della sacrestia. A metà mattina cominciò un fitto cannoneggiamento che colpì le pendici del convento, poi le massicce mura tergali esterne, riempiendo di polvere e fumo l'interno dell'edificio. I soldati di guardia lasciarono che i frati facessero scendere tutti quelli che si trovavano in chiesa nei sotterranei del convento, detti di Sant'Urbano, dove sarebbero stati al sicuro, perché protetti dalle possenti arcate dell'edificio.
Anche la chiesa fu colpita durante il cannoneggiamento da un proiettile il quale dopo aver sfondato il tetto andò, strisciando sul pavimento marmoreo, a magagnare lo scalino dell'altare di San Domenico, senza esplodere.

#### Piazza del Duomo detta Prato del Duomo
Dopo che la gente fu affluita in piazza, i tedeschi fecero entrare in chiesa donne, anziani e bambini lasciando fuori gli uomini e i giovani ai quali, successivamente, venne ordinato dal tenente germanico, su sollecitazione del vescovo, di entrare in chiesa. Una moltitudine di circa mille persone riempì la cattedrale. I civili all'interno del Duomo erano sorvegliati dai alcuni tedeschi che controllavano le porte affinché gli sfollati non uscissero fuori. La gente iniziò a fare diverse ipotesi sul motivo di tale concentramento, ma nessuna allora appariva completamente plausibile, nonostante i soldati di guardia avessero informato che quel «raduno era l'unico modo per tenere la gente lontana dalle strade che sarebbero state interessate dalle manovre militari delle truppe tedesche». Sul prato del Duomo, infatti, grosse frecce direzionali fissate ai tigli, indicavano il nord. Alla folla che ormai aveva riempito la chiesa il vescovo si rivolse invitandola a pregare: «Preghiamo tutti, perché il momento è triste, è veramente triste», aggiungendo che era consentito mangiare, parlare, fumare, non dimenticando, però, di portare rispetto alla casa di Dio.

### La strage
Alle dieci circa un fitto fuoco dell'artiglieria statunitense colpì inizialmente le pendici a sud della città. A distanza di un quarto d'ora il fuoco dell'artiglieria si spostò sul lato nord-est della città interessando la zona del duomo, il viale della Rimembranza, il poggio della rocca, via Umberto I. Durante questa fase un proiettile, probabilmente da 105 mm ad alto potenziale esplosivo, entrò nella chiesa provocando l'esplosione che causò cinquantacinque vittime, la maggior parte delle quali nella navata destra.

## Vittime
I morti furono cinquantacinque e i loro nomi sono elencati nella lapide commemorativa che il Capitolo della cattedrale, l'Arciconfraternita di Misericordia e i familiari collocarono nel Duomo nel 50º anniversario. I loro nomi sono elencati di seguito:
| Cognome e nome       | Provenienza | Età     |
| -------------------- | ----------- | ------- |
| Antonini Eletta      | Livorno     | 78 anni |
| Antonini Teresa      | Livorno     | 83 anni |
| Arzilli Giuseppe     | San Miniato | 65 anni |
| Barusso Sergio       | Torino      | 21 anni |
| Bellini Benedetta    | Grosseto    | 49 anni |
| Bertucci Giuseppe    | Livorno     | 25 anni |
| Bonistalli Livia     | Fucecchio   | 35 anni |
| Brotini Emila        | San Miniato | 80 anni |
| Brotini Silvana      | San Miniato | 14 anni |
| Capperucci Anna      | Grosseto    | 49 anni |
| Capperucci Dino      | Grosseto    | 14 anni |
| Capperucci Sonia     | Grosseto    | 24 anni |
| Cassella Lidia       | Frosinone   | 19 anni |
| Castulli Andreina    | Pisa        | 41 anni |
| Ceccatelli Giulia    | San Miniato | 59 anni |
| Chelli Carlo         | San Miniato | 20 anni |
| Chiefari Nicola      | Guardavalle | 23 anni |
| Ciulli Angelo        | San Miniato | 70 anni |
| Criachi Quintilia    | San Miniato | 76 anni |
| Del Bravo Renato     | San Miniato | 45 anni |
| Faraoni Vittorio     | San Miniato | 46 anni |
| Fontana Bruna        | San Miniato | 19 anni |
| Fontana Zemira       | San Miniato | 52 anni |
| Franchi Agar         | San Miniato | 52 anni |
| Gasparri Francesco   | San Miniato | 17 anni |
| Giani Bianca         | San Miniato | 71 anni |
| Giglioli Annunziata  | San Miniato | 80 anni |
| Gori Cesare          | San Miniato | 83 anni |
| Guerra Ugo           | Pisa        | 35 anni |
| Guerrera Francesco   | Patti       | 27 anni |
| Lombardi Marisa      | Livorno     | 13 anni |
| Mangiolfi Emilio     | San Miniato | 53 anni |
| Mangiolfi Ferdinando | San Miniato | 49 anni |
| Mangiolfi Maria      | San Miniato | 51 anni |
| Mazzi Armando        | Livorno     | 69 anni |
| Mazzi Francesca      | Livorno     | 39 anni |
| Mazzi Gina           | Livorno     | 29 anni |
| Micheletti Quintilia | San Miniato | 52 anni |
| Mori Massimo         | San Miniato | 78 anni |
| Nanniperi Antonietta | Livorno     | 73 anni |
| Razzauti Emilio      | Livorno     | 53 anni |
| Ruggini Carlo        | Empoli      | 59 anni |
| Scardigli Adriana    | San Miniato | 9 anni  |
| Scardigli Corrado    | San Miniato | 13 anni |
| Scardigli Lilia      | San Miniato | 21 anni |
| Scarselli Ida        | San Miniato | 43 anni |
| Sottani Pietro       | San Miniato | 14 anni |
| Sottani Reno         | San Miniato | 20 anni |
| Spagli Amelia        | San Miniato | 57 anni |
| Taddei Ersilia       | San Miniato | 72 anni |
| Tafi Santina         | Empoli      | 55 anni |
| Tomei Vincenzo       | Livorno     | 12 anni |
| Valleggi Giuseppa    | San Miniato | 65 anni |
| Volpini Rino         | San Miniato | 56 anni |
| Volpini Vittoria     | San Miniato | 22 anni |

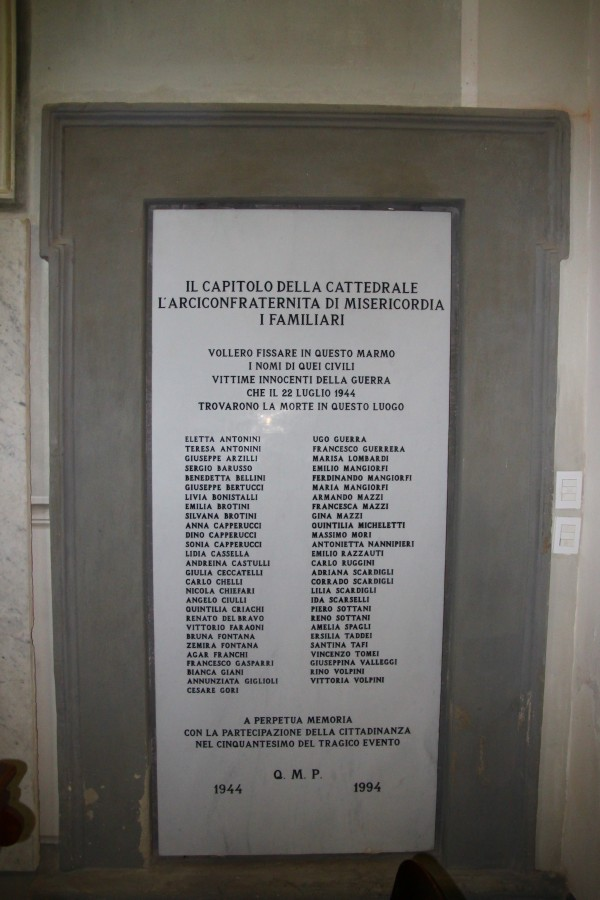
Lapide dentro il Duomo

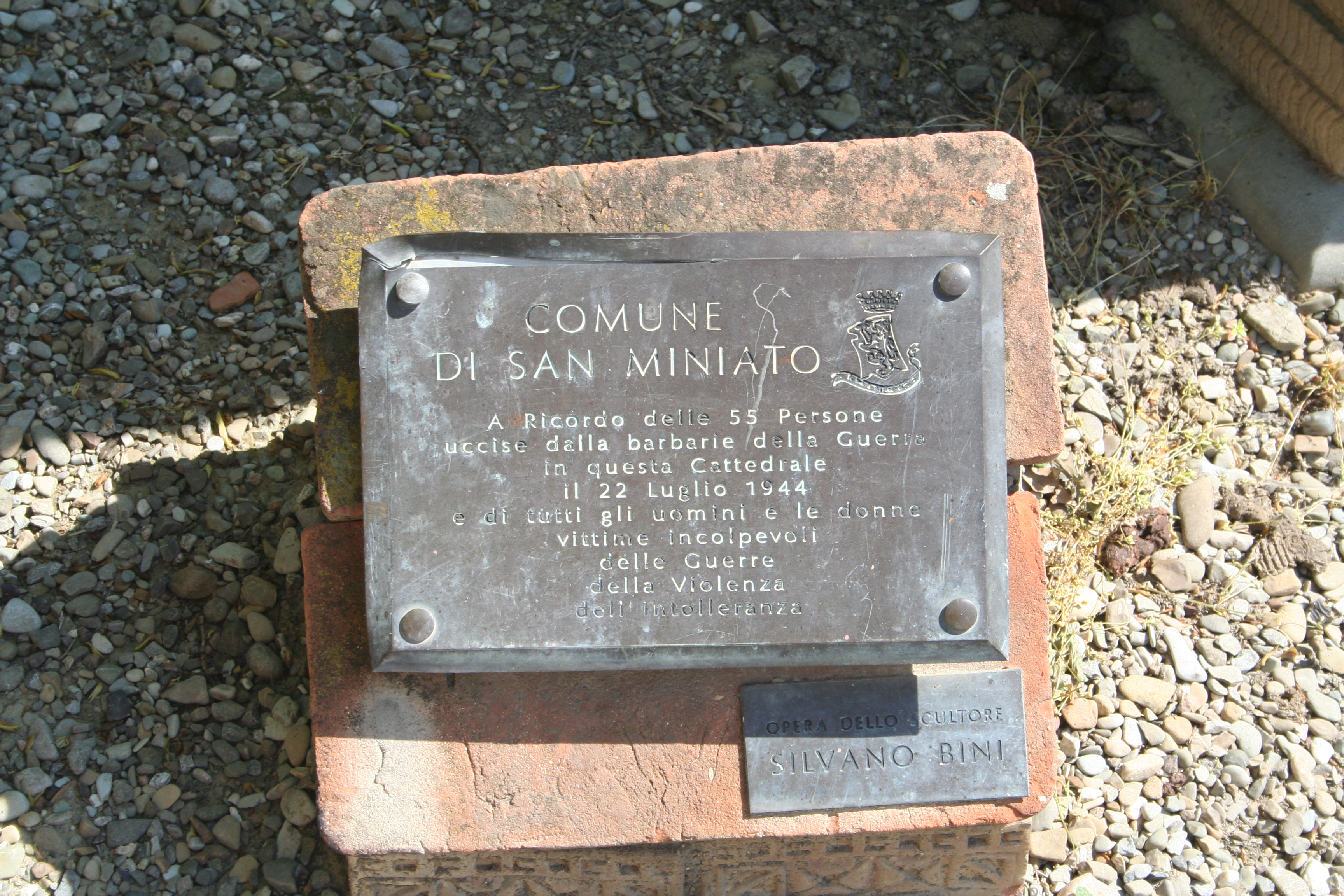
Targa commemorativa nei giardini di fronte al Duomo

Sull'accertamento del numero esatto delle vittime però esistono delle opinioni divergenti, in quanto vista la confusione di quei giorni è possibile che altre persone non elencate nella lista dei cinquantacinque siano state trasportate in altri ospedali della zona e che siano successivamente decedute a seguito delle ferite riportate.

## Accertamento delle responsabilità
I tedeschi lasciarono definitivamente San Miniato la notte del 23 luglio, dopo aver distrutto altri edifici del paese e infine la Torre di Federico II di Svevia, eretta sulla Rocca circa 700 anni prima, e minata già il 20 luglio, come scrisse il canonico Galli Angelini nel suo diario "20 luglio - È già stato fatto l'impianto elettrico per far esplodere le mine messe in Rocca. Un filo elettrico tinto di minio dalla Piazza del Seminario, per le scale della Loggetta, il prato del Duomo lungo le Sagrestie, è portato alla Torre'”. Alle prime luci del giorno dopo arrivarono gli americani nel paese.

### L'attribuzione della strage
La strage venne subito attribuita, da parte dell'opinione pubblica, «ad una precisa volontà dei tedeschi», non fosse altro per le modalità con cui era avvenuto l'assembramento all'interno della Cattedrale. "Di chi, infatti, doveva essere la colpa per le famiglie dei morti? Come doveva costruirsi la memoria di quegli eventi? Quale altra percezione era allora possibile? Spinti a raccogliersi in Duomo (non è l'unico episodio di questo tipo nella storia della ritirata tedesca), a chi dovevano dare la colpa i sopravvissuti?" Nel suo diario coevo, alla data 9 di agosto, un superstite annotava, "...mattina tragica del 22 luglio, mattina di così bestiale tragicità che non potremo più levarcela dall'anima noi spettatori e la razza tedesca non potrà più lavarsela dalla coscienza nazionale... La Germania potrà vantare le sue macchine, anche le sue scoperte, anche i suoi poeti ed i suoi musici: noi non le crederemo più... La nostra civiltà latina volge altrove la faccia inorridita".
In questa responsabilità venne coinvolto anche il vescovo Giubbi che avrebbe operato "in combutta con i tedeschi". "Paradossalmente", scrive nel 2002 il vescovo Ricci, nella prefazione alla Relazione di studio sulla figura di Giubbi a lui "... nocque il fatto che rimase l'unica autorità presente in città, sicché si trovò a dover trattare con i tedeschi e a dover trasmettere le loro comunicazioni alla popolazione; restò pertanto esposto al sospetto, sostenuto da alcuni parenti delle vittime, che egli fosse informato di quanto sarebbe accaduto". Giubbi fu sempre scagionato da questo sospetto, a ogni livello istituzionale. Lo stesso giudice Carlo Giannattasio riconobbe nella sua relazione finale che le "autorità religiose, che si sostituirono alle autorità civili mancanti, dettero alla popolazione ogni assistenza spirituale e materiale. L'opera che il clero di San Miniato svolse in quei tristissimi giorni è superiore ad ogni elogio". Nonostante questo categorico riconoscimento "istituzionale", il sospetto di complicità continuò a circolare e a radicarsi nel tempo, sospinto anche da frange politiche della sinistra locale portatrice di posizioni critiche verso il Giubbi per aver favorito "la concentrazione della popolazione in duomo" ma, soprattutto, per aver scritto, nel febbraio del 1944, la lettera pastorale Renovamini spiritu; questa lettera, destinata e riservata al clero, venne letta nelle chiese da alcuni parroci. Vi erano in quelle pagine una messa in guardia contro le utopie comuniste e bolsceviche e una dichiarazione di disapprovazione morale per le provocazioni dovute agli atti di sabotaggio dei partigiani, che esponevano poi le popolazioni a feroci rappresaglie. Circa il contegno da tenere con le autorità governative della Repubblica Sociale Italiana Giubbi invitava il clero ad avere un atteggiamento "lealista" ritenendo "l'anarchia peggiore di un governo illegittimo". Ai giovani consigliava di non disertare gli obblighi militari; ai contadini di conferire il grano all'ammasso, a tutti di continuare a prestare la loro opera in ogni posto di lavoro. Tutto questo non mancò di attirare su di sé e sui preti che divulgarono il contenuto della lettera il risentimento delle famiglie i cui figli erano stati chiamati alla leva saloina. Le indicazioni "pastorali", inoltre, urtarono comprensibilmente la sensibilità di molti e gli odi ideologici e anticlericali mantennero e agevolarono il sospetto di complicità che pareva confermato dal fatto che egli fosse stato assente dal duomo nel momento dell'esplosione.
Giubbi morì nel settembre del 1946 senza aver mai assunto di persona le sue difese, affermando che "nulla aveva da difendere".
Durante i suoi funerali in Duomo, qualcuno tentò di festeggiare la sua morte accendendo dei fuochi sul prato della rocca.

### Prime inchieste
Le inchieste che si occuparono, fin dal mese di luglio, di accertare le cause, le modalità e le responsabilità dell'eccidio furono tre: due promosse dagli americani e una dal comune di San Miniato.

#### La prima inchiesta statunitense
La prima indagine la svolse pochi giorni dopo la strage il capitano del 362nd Infantry Regiment statunitense E.J. Ruffo, che in data 28 luglio relazionava sulla "investigazione preliminare sull'atrocità di San Miniato" al Comandante dello stesso reggimento, allegando le testimonianze raccolte di alcuni superstiti.
«Tutte le prove visibili e circostanziali sulla scena dell'esplosione», scrisse l'ufficiale statunitense al quarto e quinto punto della sua relazione, «mi portano a concludere che i morti e feriti sono il risultato di una mina o di una bomba a orologeria, sistemata dai tedeschi... È mia ferma convinzione che il massacro dei civili nella cattedrale, in diretta violazione del trattato di Ginevra, come pure la perfetta demolizione dei principali edifici della città, furono misure di rappresaglia effettuate dai tedeschi in risposta all'atteggiamento ostile della popolazione locale nei confronti delle dottrine fascista e nazista...».
Il comandante del 362º reggimento, colonnello John W. Cotton, appena ricevuta l'informativa, si fece premura di trasmetterla al generale Mark Clark, sottoponendogli per competenza il caso del "Massacro tedesco avvenuto il 22 luglio 1944".
In poco meno di dieci giorni tutta la documentazione dell'indagine preliminare passò dal 362º Reggimento di fanteria americano al quartier generale della 5ª Armata.

#### La seconda indagine del tribunale militare statunitense
La seconda inchiesta prende ufficialmente avvio il 1º agosto 1944.
La commissione, incaricata delle indagini, è nominata dal Capo di Stato Maggiore Alfred Gruenther per conto del generale Clark. Di essa fanno parte il maggiore Edwin S. Booth, delegato dal Presidente del Tribunale Supremo Militare, il maggiore Milton R. Wexler e Car H. Cundiff in rappresentanza rispettivamente dell'accusa e della difesa. Il graduato Donald R. Harrison e il sergente Hugo J. Gelardia svolgono le funzioni di dattilografo e di interprete. In mezza giornata la Commissione ascolta otto testimoni tra cui il vescovo Giubbi e il sindaco Baglioni. Le udienze si svolgono nel Palazzo vescovile tra le 13:00 e le 17:00 del 14 agosto 1944 e si concludono senza aver trovato un colpevole «per la ragione che prima dell'insediamento di questa commissione non era stato individuato né un supposto responsabile né era stata accertata un'atrocità o un crimine di guerra». Il 20 agosto il maggiore Booth consegna a Cecina la documentazione sua e quella di Ruffo "nelle mani dei burocrati militari". Dopo una serie di passaggi tra quartieri generali alla fine di novembre il fascicolo arriva al Tribunale Supremo Militare Americano di Washington, derubricato come "Massacro di civili italiani da parte di soldati tedeschi, demolizione di un edificio non avente alcun valore militare". Il fascicolo rimaneva aperto "in attesa di una definizione della politica riguardante i processi dei casi italiani". I fatti erano sintetizzati in questi termini: «I soldati tedeschi che occupavano la cittadina di San Miniato, di fronte all'avanzata delle forze americane, e alle conseguenti difficoltà incontrate con elementi partigiani, il 22 luglio 1944 costrinsero circa 1 500 abitanti... a entrare nella cattedrale, che apparentemente risultava minata prima dell'entrata della popolazione... Le porte furono chiuse, le guardie tedesche se ne andarono e la mina fu fatta esplodere...».
Il 6 maggio 1946 il generale John R. Hoggen del Tribunale Supremo Militare trasmetteva la documentazione contrassegnata con i numeri 253 e 305 alle autorità italiane per le investigazioni appropriate. Il "caso" per l'amministrazione militare americana era definitivamente chiuso, tutto ora era di competenza del governo italiano. Nel 1960 la Procura Generale Italiana archiviò, e tutto finì nel "famoso" armadio della vergogna.

#### La terza inchiesta italiana
La Commissione della terza inchiesta, tutta italiana, si insediò il 21 settembre 1944.
Era composta dal sindaco Emilio Baglioni, l'avvocato Ermanno Taviani, l'ingegner Aurelio Giglioli, Dante Giampieri, Pio Volpini e Gino Mori Taddei che svolgeva funzioni di segretario.
Emilio Baglioni, incorporato il 1º giugno 1944 nella formazione partigiana "Mori Fioravante" come addetto al servizio di collegamento con le truppe alleate, in questa veste tratteneva i rapporti con gli ufficiali americani dell'Intelligence Service a cui segnalava le postazioni tedesche e concordava le azioni di sabotaggio. Alla carica di "primo cittadino" Baglioni era stato scelto dal Comando americano di occupazione.
La commissione si mise subito al lavoro e fu attivissima, riunendosi undici volte tra settembre e ottobre 1944. In questa fase furono raccolte la maggior parte delle testimonianze dei superstiti, dei feriti, dei periti militari.
Vennero acquisiti reperti bellici trovati nella cattedrale: si trattava di schegge (a volte tolte dai corpi dei feriti) e di "un involucro d'alluminio di forma cilindrica alto circa 10 cm": era la spoletta Fuze P.D. M48, rubricata come Fuze P.D. M43 (la spiegazione della diversa numerazione l'avrebbe data 60 anni più tardi il colonnello Massimo Cionci). L'esame del materiale raccolto presentava elementi di ambiguità, vaste zone d'ombra e incongruenze tali che spesso confliggevano tra loro. La relazione tecnica del tenente Jacobs e quella del tenente colonnello Cino Cini, che attribuiva l'eccidio a un proiettile di mortaio tedesco sparato volontariamente contro il duomo, preordinatamente affollato di civili, si scontrava con quanto dichiarato dal comandante partigiano Fioravante Mori che smantellò davanti alla commissione d'inchiesta la tesi dell'eventuale rappresaglia tedesca. Poi, improvvisamente, la commissione sospese i lavori e iniziarono le prime defezioni. Il primo fu l'avvocato Ermanno Taviani che aveva fortemente voluto la commissione d'inchiesta. Successivamente si dimise l'ingegner Aurelio Giglioli, a cui, fin dal 21 settembre, era stato affidato l'incarico di presentare "una descrizione dello stato attuale del fabbricato della chiesa del duomo con relativa pianta (...) riservandosi [la commissione] di procedere in proseguo di tempo a perizie e altri schizzi".
Il 27 febbraio 1945 il sindaco Emilio Baglioni lasciò San Miniato per entrare come volontario nei Gruppi di Combattimento, trasferendosi nel Nord Italia. Le funzioni ad interim di sindaco furono assunte dal professor Concilio Salvadori. La commissione tornò a riunirsi il 3 marzo 1945 sotto la presidenza di Concilio Salvadori e continuò a raccogliere memorandum e testimonianze.
Al ritorno di Baglioni, dopo il 25 aprile 1945, la Commissione, ridotta dai sei membri iniziali al solo Pio Volpini, decise, il 27 giugno 1945, di affidare l'esame del materiale raccolto "ad una persona assolutamente estranea all'ambiente cittadino per garantire l'obiettività di giudizio". Venne scelto il giudice del Tribunale di Firenze, Carlo Giannattasio a cui fu affidato l'incarico di fornire le risposte ai seguenti quesiti: a) se furono cannonate, bombe o ordigni esplosivi che colpirono la Cattedrale; b) se tali cannonate, bombe o ordigni erano di provenienza tedesca o anglo-americana; c) se e quali cause determinarono l'eccidio; d) se e quali eventuali responsabilità morali, dirette o indirette, vi furono da parte delle Autorità locali politiche, amministrative, religiose. Il 13 luglio 1945 il giudice Carlo Giannattasio consegnò la sua relazione finale, accogliendo la tesi dei due esperti militari, Jacobs e Cini per i quali si attribuisce la spoletta (Fuze "M43") a un fumogeno americano e la causa della strage all'esplosione di una granata tedesca, dirompente. Il comportamento del clero, concludeva la relazione, fu al di sopra di ogni elogio.

### Prime ipotesi sulla responsabilità degli Alleati

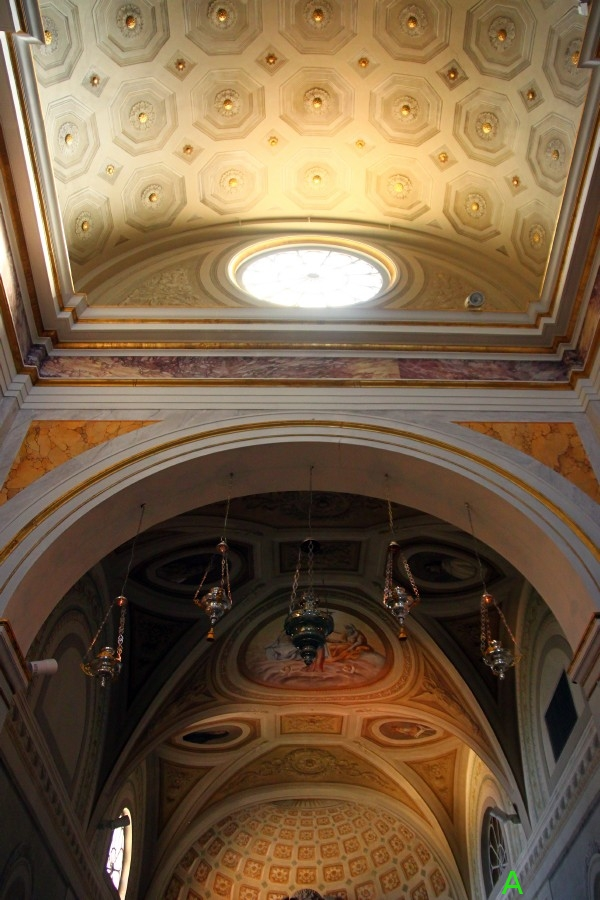
Lucernario navata destra del Duomo, sovrastante la cappella destra (dedicata al SS Sacramento) il cui semirosone, orientato a sud ovest, segnato con la lettera A è quello che fu attraversato dal proiettile

L'umbone danneggiato, fotografato pochi giorni seguenti la strage

La ricostruzione di Giannoni (1954) della traiettoria del proiettile

La ricostruzione della traiettoria del proiettile: D: penetrazione all'interno della chiesa dal semirosone, A: urto e rimbalzo contro l'umbone, B: scoppio all'inizio della navata destra, in prossimità della semicolonna (C) a lato della balaustra dell'altare

"I fatti del duomo" come solitamente si usava (e spesso si usa ancora) definire l'eccidio del 22 luglio 1944, per circa dieci anni non suscitarono particolari dibattiti. La situazione cambiò nel 1954 quando alcuni familiari delle vittime chiesero al sindaco Concilio Salvadori di ricordare i caduti con una lapide. Il testo e il tono usati da Luigi Russo nella compilazione della lapide, ove perentoriamente si attribuisce ai tedeschi "il gelido eccidio", scatenò, sul giornale "il Mattino", la rabbia del canonico Enrico Giannoni che da sempre incolpava gli statunitensi, avendo assistito dal poggetto del Tufo al cannoneggiamento del 22 luglio 1944. Giannoni, nel 1954, nel decennale della strage, arrivò perfino a ricostruire nella chiesa la traiettoria del proiettile tirando un filo con appese frecce indicatrici, dal semirosone al bassorilievo marmoreo e quindi verso la balaustra dell'altare. Dopo qualche anno, in maniera più organica, si interessò del "caso" Giuliano Lastraioli, lavorando sui documenti dell'US Army. Con l'uscita del volume "Arno-Stellung", l'eccidio venne analizzato sotto il "profilo di una metodologia storiografica in generale e con un precipuo riguardo ai dati militari in particolare". L'ipotesi che l'eccidio fosse stato causato dalle artiglierie alleate cominciò a prendere sostanziale credibilità nell'opinione pubblica e nei media. 
Nel gennaio 1983 comparve sul Giornale Nuovo una lettera scritta da Giuseppe Turini, contestante la versione di strage nazista adombrata nel film La notte di San Lorenzo, uscito l'anno precedente, per la ragione che: "I fatti si svolsero in ben altra maniera. Durante un cannoneggiamento fra opposte artiglierie, disgraziatamente una granata americana centrò il Duomo provocando molti morti ed un centinaio di feriti".
Nell'anno 2000 uscì il volume di Paolo Paoletti "1944 San Miniato - Tutta la Verità sulla Strage" (Ed. Mursia). Paoletti, analizzate le perizie, le testimonianze, i documenti coevi conservati negli archivi di Washington e di Friburgo, aiutandosi anche con nuove perizie compiute in loco dai generali dell'Esercito Italiano Ignazio Spampinato, Sabino Malerba e dal colonnello Massimo Cionci, smontò la tesi della responsabilità dell'artiglieria tedesca, attribuendo la causa della strage a una cannonata sparata dal 337º battaglione dell'artiglieria campale statunitense.
Secondo Paoletti gli statunitensi spararono per colpire i nidi di mitragliatrici poste sotto la Misericordia, "poi alzarono il tiro per colpire la rocca e alcuni di questi colpi centrarono il Duomo. Fu una tragica fatalità: probabilmente se avessero voluto colpire la Cattedrale in questo modo non ci sarebbero mai riusciti. La cannonata entrò nel Duomo da una finestra rivolta a sud-ovest, all'interno della Cappella del Santissimo Sacramento, lungo la navata destra ed esplose in prossimità della navata centrale dove fece la strage".

### La ricostruzione del cannoneggiamento
A convalidare l'assunto di Paoletti, nel 2001, venne pubblicato un opuscolo di Giuliano Lastraioli e Claudio Biscarini dal titolo La Prova, nel quale si riproducevano, tra l'altro, copia degli originali del 337th FA Bn-Journal day-by-day dalle ore 18:00 del 21 luglio 1944 alle ore 18:00 del giorno successivo, contenente l'esito positivo ("GOOD") del cannoneggiamento.
I documenti coevi, citati o riprodotti nel volume La Prova, riportano come si svolse il cannoneggiamento americano tra le 10:00 e le 10:30 di quel 22 luglio.
Il "Journal" del 337º battaglione di artiglieria campale americano, trovato da Claudio Biscarini al National Archives & Record Service di Washington, riporta che le batterie dell'unità mobile del 337º battaglione chiamate A "Able", B "Baker" e C "Charlie", ciascuna delle quali disponeva di sei cannoni d'artiglieria campale M101 da 105 millimetri, si trovavano lungo la linea stabilita nella valle del torrente Chiecina a quota Q-408/552 e a due chilometri circa a nord-ovest di Bucciano. Il giorno 21 luglio verso le ore 11:15 la batteria A ("Able") si spostò verso sud-ovest a quota Q-41197/54526 per avere un campo d'azione più ampio per i tiri lunghi su San Miniato.
La mattina del 22 luglio perviene alla batteria A da parte del suo osservatorio "White", posizionato a sud di San Miniato, la segnalazione che piazzole di mitragliatrici tedesche si trovavano sulle coordinate 46.37/59.22, a circa trecento metri sotto il Seminario Vescovile. Su quelle coordinate Able sparò 47 colpi di obici. Dopo un intervallo di circa 15 minuti e precisamente alle 10:30 il tiro riprese contro un analogo bersaglio, enemy machine gun, però molto spostato più a nord-est, esattamente sulle coordinate 46.48 / 59.50. Questa volta i proiettili M48 sparati furono 51 e interessarono un'area compresa tra il lato ovest del Prato del Duomo e via Mangiadori. Una rosa di colpi investì la Cattedrale.
Uno di questi proiettili, a tempo e ad alto potenziale esplosivo, penetrò in Duomo dal semirosone del braccio destro meridionale del transetto, che si apre, verso sud-ovest, nella cappella del SS Sacramento. Sbattendo nel bassorilievo comacino, collocato nella parete di fronte al semirosone, il proiettile scoppiò a metà altezza della semicolonna addossata al pilastro della navata destra, causando la strage.
Sulla città sventolavano tre bandiere pontificie per indicare i luoghi dove si era rifugiata la popolazione, notate anche da reparti dell'88ª. Infatti, il Diario di guerra della 88ª divisione della V Armata del 21 luglio annota "1445 Hrs -lst Bn O.P.#l reports about 10 Italian flags flying to easr of tower in SAN MINIATO". Cinque minuti dopo lo stesso diario annota: "1450 Hrs - 3rd Bn reported that at 1440 CoM's O.P. observed white flag being raised above building in S.MINIATO about 25 mils to left of tower. Flag up first time 20 minutes, down 5 minutes, now going up and down intermittently. At 1420 hours Co I reports a reflection in town of something shining. At 1442 reflection vanished. Sometime yesterday the reflection was also observed". Le bandiere papali, scambiate dall'osservatorio alleato di colore bianco, erano state issate da giorni per indicare i luoghi esatti ove si trovavano rifugiate migliaia di persone, in un contesto di "fronte di guerra" ove i tedeschi operavano la distruzione degli edifici e il posizionamento di mine antiuomo per ostacolare l'avanzata degli alleati verso la linea dell'Arno. Come narrano le testimonianze coeve, le bandiere pontificie non si trovavano sul tetto del duomo, perché lì non era ospitato alcun cittadino fino al mattino del 22 luglio. Don Lionello Benvenuti narra, nella sua testimonianza alla Commissione d'inchiesta, che il 20 luglio il vescovo non accolse il suggerimento dato da due militari tedeschi occasionali, allo stesso don Benvenuti, di mettere la bandiera bianca sulla cattedrale, in quanto la chiesa era vuota e l'innalzamento della bandiera bianca avrebbe potuto essere intesa dal comando tedesco come atto di resa della città agli alleati. Infatti il Comando tedesco interpellato a proposito aveva escluso l'opportunità di tale bandiera perché ininfluente, alla sicurezza dei cittadini erano sufficienti le tre bandiere papali.
Nello stesso "Journal" veniva marginalizzato un referto dei partigiani (trascritto integralmente in lingua inglese ne La Prova) inviato agli americani (precisamente all'osservatorio avanzato Lookout 2) che informava il sottufficiale Johnson che in una chiesa erano stati uccisi 30 civili e un centinaio erano i feriti.
Il testo integrale in lingua originale recitava:
Sul versante sud della valle di Gargozzi, nella casetta Finetti, località Scacciapuce, era installato il quartiere generale dei partigiani, i quali da lì videro tutte le fasi del cannoneggiamento americano. Grazie a questa postazione il comando dei partigiani fu in grado di avvertire gli alleati tramite l'osservatorio Lookout 2. L'attestazione è riportata nel diario di guerra dell'88ª divisione della 5ª Armata:

### La commissione storica d'inchiesta
Agli atti del Comune, si trovava ancora ufficialmente acquisita la relazione conclusiva dell'inchiesta precedentemente promossa dal Comune tra il 1944 e il 1945, che attribuiva l'eccidio ai tedeschi. Già nel 1954 quando fu collocata la prima lapide commemorativa, l'allora sindaco Concilio Salvadori fece riferimento a quella relazione per contrapporre le sue ragioni alle contestazione del canonico Enrico Giannoni riguardanti il testo della lapide. La giunta comunale decise di nominare una commissione di studio, affidando a storici professionisti l'approfondimento delle vicende del drammatico episodio dell'eccidio del duomo in considerazione dei nuovi studi e delle nuove ricerche sul passaggio del fronte di guerra a San Miniato nel luglio 1944.
L'esito della commissione fu pubblicato nell'aprile del 2004 nel volume L'Eccidio del Duomo di San Miniato. La Memoria e la Ricerca Storica (1944 - 2004).
In sintesi la commissione accertò che "una contrapposizione intransigente, senza spazio e disponibilità per un sereno confronto, caratterizzò anche il dibattito sulle diverse tesi relative alla responsabilità della strage del 22 luglio 1944. Nessun approfondimento e nessun confronto parve allora possibile... Giornali, libri, film hanno acriticamente continuato a riproporre, per anni, la tesi della responsabilità tedesca; una tesi che appare insostenibile, tenuto conto del complesso della documentazione di cui si dispone".

### Risvolti giudiziari
Tutta la documentazione relativa alla terza inchiesta sulla ricostruzione storica degli avvenimenti legati all'eccidio venne archiviata nel 1960 e tradotta negli archivi del cosiddetto armadio della vergogna. Quando, diversi anni dopo furono rinvenuti e riaperti gli archivi, il fascicolo venne assegnato al Tribunale della Procura Militare di La Spezia, e derubricato come "supposto crimine di guerra tedesco" e ne venne richiesta l'archiviazione nel 1996 in quanto «gli autori del reato sono rimasti ignoti».
Il 23 ottobre 2000 Giuseppe Chelli, un congiunto di una vittima dell'eccidio, sottopose formale richiesta alla procura spezzina di "esprimere un parere definitivo" in merito al procedimento in corso per crimine di guerra tedesco. La richiesta venne accolta e l'8 novembre 2000 Chelli fu convocato presso la Procura per essere ascoltato quale persona informata sui fatti. I procuratori Marco Cocco e Gioacchino Tornatore, incaricati delle indagini, ascoltarono vari testimoni, acquisirono i volumi di Paoletti e di Lastraioli, indagarono per quasi due anni nella massima riservatezza.
Il giudice per le indagini preliminari Marco De Paolis, con decreto del 20 aprile 2002, disponeva l'archiviazione del procedimento contro "ignoti militari tedeschi" ritenendo "verosimile l'ipotesi sostenuta da esperti e storici circa l'insussistenza di una azione criminale condotta dai tedeschi in danno della popolazione civile italiana di San Miniato, reputando invece preferibile accogliere la tesi di un errato svolgimento di un tiro di artiglieria da parte delle truppe alleate". In una comunicazione del 2006 agli atti della procura De Paolis precisava che questo provvedimento era «allo stato l'unico accertamento giudiziario esistente sulla vicenda».
Alcuni storici, come Claudio Biscarini e Kertsin Von Lingen, hanno espresso critiche sulla gestione delle istruttorie iniziali da parte delle autorità statunitensi prima e italiane poi, e hanno sollevato interrogativi di carattere polemico sulla ricerca e sulla gestione della verità storica e della sua memoria, ipotizzando l'esistenza di una volontà statunitense di insabbiare le effettive responsabilità dell'accaduto attraverso le risultanze dell'inchiesta italiana.

## Il tardivo ritorno su San Miniato
La strage del duomo, che per oltre 50 anni aveva ricevuto poche attenzioni, fatta eccezione per roventi polemiche locali mai sopite e alimentatesi a causa di lunghe contese partitocratiche – guadagnò spazio nelle cronache locali e nazionali.

### L'attenzione dei media
Lo storico Franco Cardini nell'agosto 2003 pubblicò sul "Tempo" un articolo intitolato "Distruggete la lapide bugiarda" scrivendo a proposito della strage: «Se è vero che il comando locale tedesco aveva indicato la chiesa cattedrale alla popolazione come un luogo di rifugio abbastanza sicuro da usare nelle ore del passaggio del fronte, non meno vero è che i militari tedeschi erano in buona fede e non solo non avevano alcuna intenzione di provocare una strage, ma, al contrario, miravano a salvare vite umane. Fatalità volle che la chiesa fosse colpita, per errore, da uno spezzone dell'artiglieria americana: beninteso, nemmeno gli statunitensi avrebbero voluto far vittime civili» e concludeva sul testo della lapide e l'attribuzione di responsabilità ai nazisti: «È evidente che nessuno, nemmeno il peggior criminale della terra, può essere ritenuto responsabile di delitti che non ha commesso con la scusa che, comunque, ne ha commessi altri».
Paolo Mieli sul "Corriere della Sera" del 7 aprile 2004 scriveva che «io credo che sarebbe un giusto modo di rendere onore al vero spirito della Resistenza quello di modificare una scritta su marmo che non risponde a verità», e faceva notare che se «l'attribuzione di colpa ai tedeschi restasse incisa sulla targa commemorativa, da oggi in poi la lapide si distinguerebbe per questo e non per ciò a cui è dedicata, l'eccidio» e concludeva affermando che «sulle lapidi è meglio che resti scritta la verità. Soltanto la verità».
Non mancarono interpellanze di politici e parlamentari al Governo nazionale perché sulla lapide fosse scritta soltanto la verità a cui il Ministero dell'Interno tramite il sottosegretario Alessandro Pajano, rispose favorevolmente alla richiesta di collocazione di una nuova lapide.

### Le lapidi della memoria
Il 22 luglio 2008 l'amministrazione comunale di San Miniato decise di porre vicino alla precedente lapide del 1954, posta sulla facciata del Municipio, che imputa la responsabilità della strage ai tedeschi, una nuova lapide, recante un testo scritto dall'ex presidente della Repubblica Oscar Luigi Scalfaro che attribuisce la strage ai cannoneggiamenti delle forze alleate. Il testo della seconda lapide è stato oggetto di critiche da parte del senatore di Alleanza Nazionale Piero Pellicini (figlio dell'ultimo podestà di San Miniato prima della liberazione), ex membro della "commissione parlamentare d'inchiesta sulle cause dell'occultamento di fascicoli relativi a crimini nazifascisti", che si è detto contento del riconoscimento della verità storica, ma ha criticato la citazione di Scalfaro sui "repubblichini" poiché «tiene aperti i fossati». Dal 18 aprile 2015 le lapidi sono state tolte per volontà della giunta comunale. Inoltre il consiglio comunale nella seduta dell'11 giugno 2015 ha deliberato a maggioranza (11 voti favorevoli - 4 astenuti - nessun contrario) che le lapidi saranno collocate nell'erigendo Museo della Memoria, ubicato sotto i Loggiati di San Domenico. Nel 2016 Franco Cardini scrisse: "...Oggi sappiamo difatti con certezza assoluta che l'arma responsabile delle morti avvenute nel Duomo di San Miniato fu un proiettile alleato. Lo hanno dimostrato a sufficienza molti studi e, non in ultimo, i lavori della commissione di esperti nominata dall'amministrazione comunale di San Miniato nel 2001 per far chiarezza. Ormai le prove della responsabilità americana ci sono e sono evidenti al di là di ogni ragionevole dubbio...".
Nel 2018, le lapidi sono state poste una accanto all'altra sotto il porticato del nuovo Museo della Memoria inaugurato nel centro storico di San Miniato.

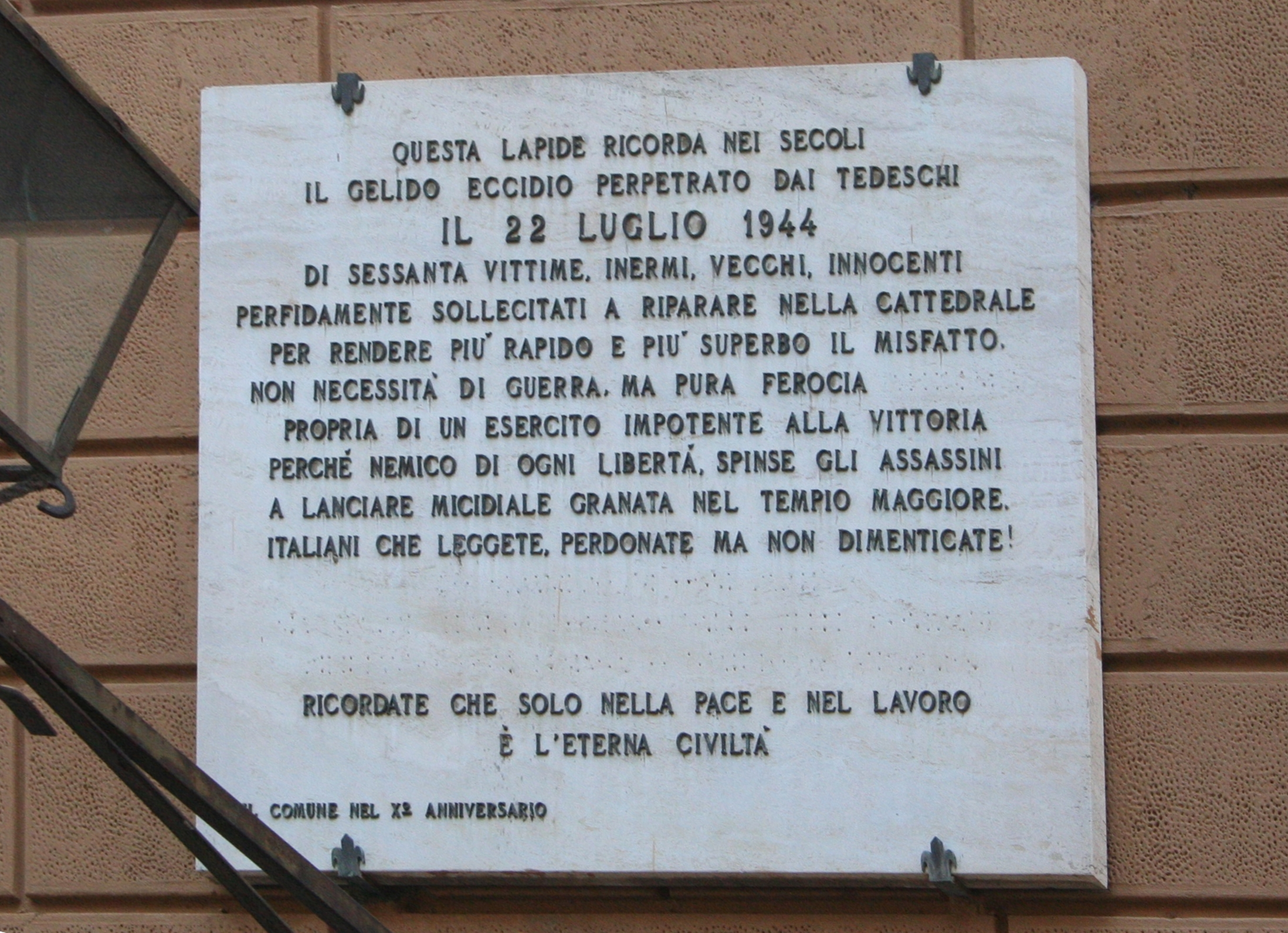
La lapide del 1954, in basso sono visibili i fori a sostegno delle lettere di una frase rimossa dalla Prefettura di Pisa prima l'affissione perché ritenuta xenofoba e antiamericana. La frase tolta diceva "Lo straniero di ogni parte sia sempre tenuto lontano dalle belle contrade rifiutando ogni lusinga o d'aiuto o d'impero." Inoltre al rigo 7° fu tolta la parola "attilesca" dopo pura ferocia[97].
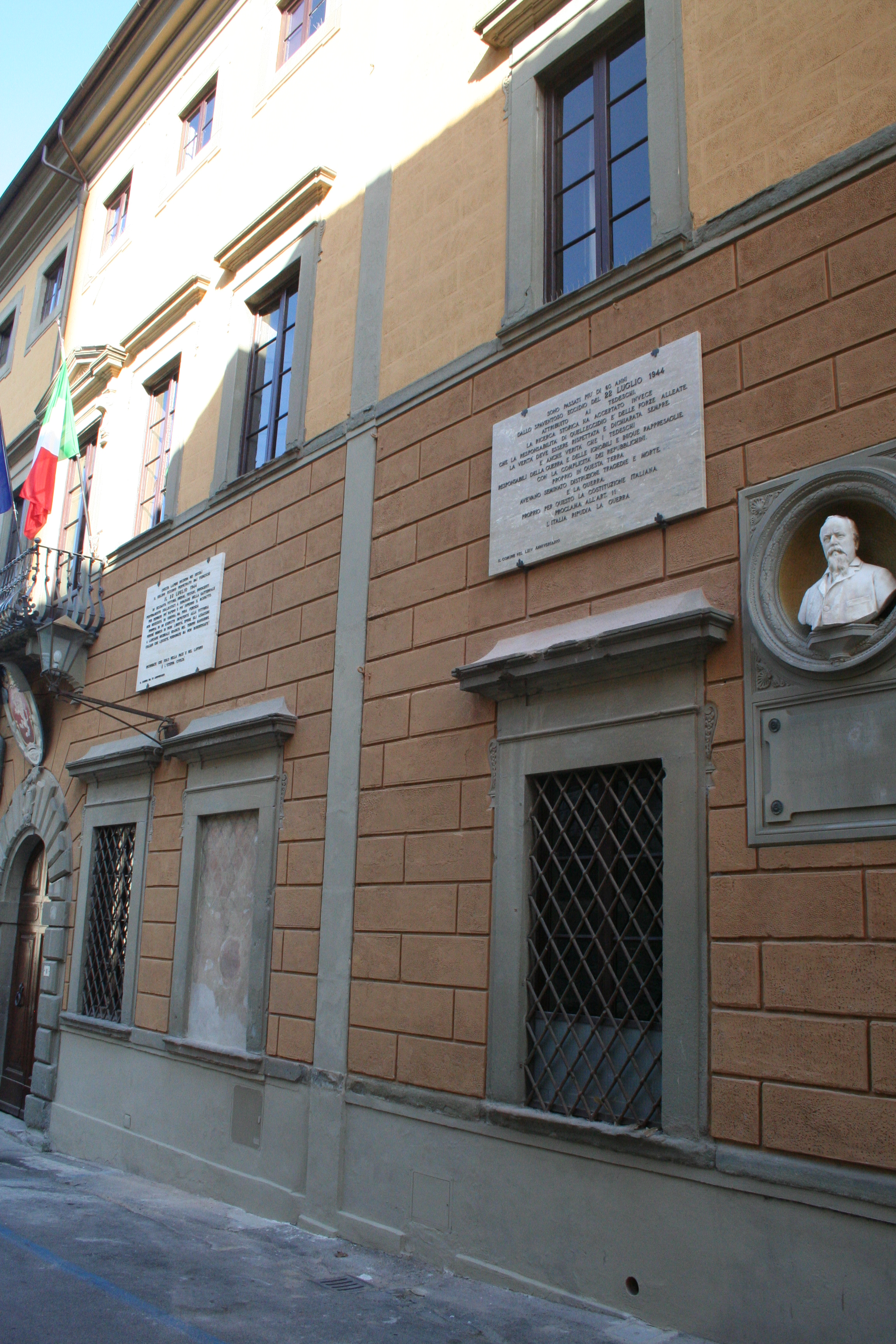
Le due lapidi sulla facciata del Comune
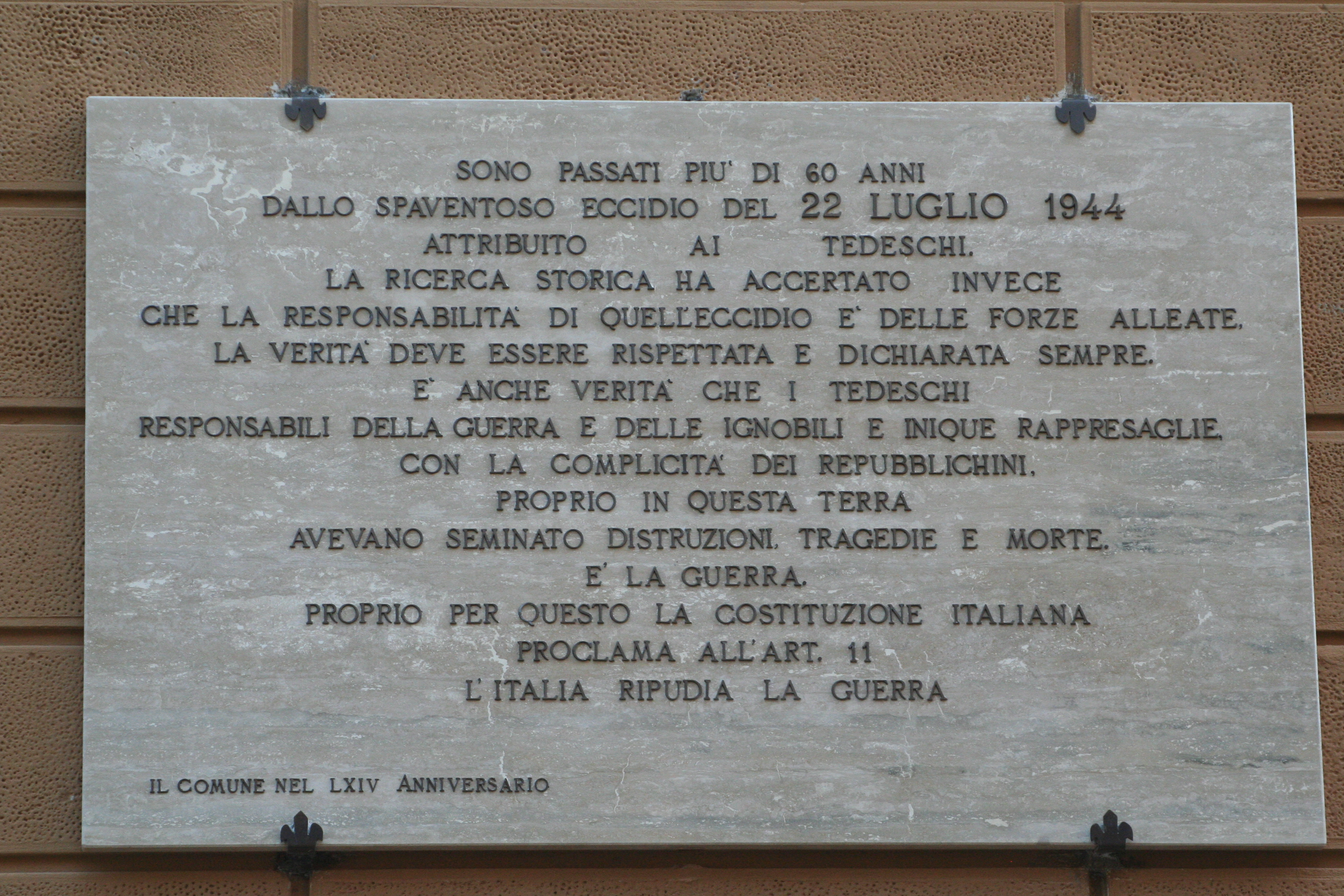
La lapide del 2008
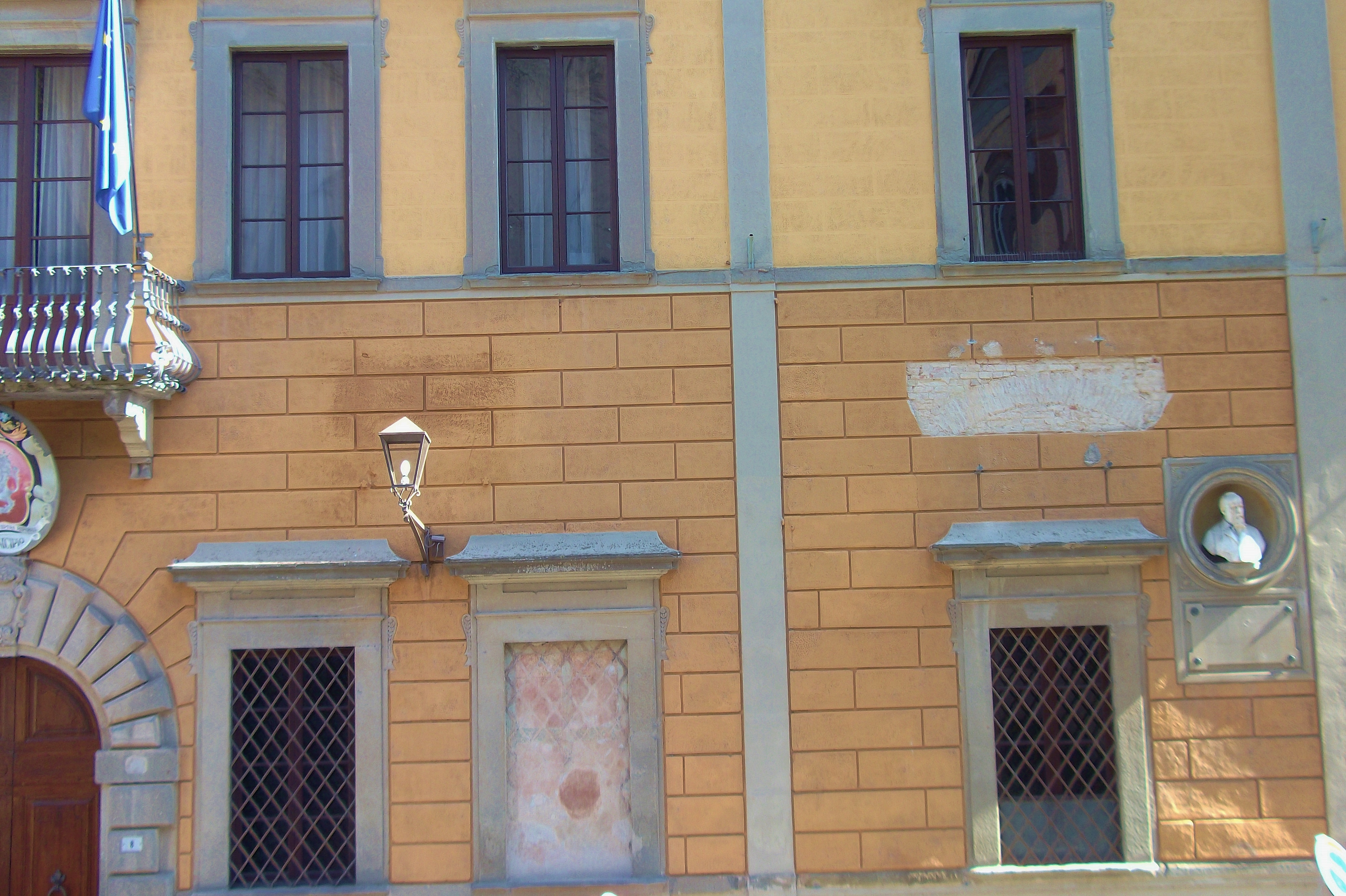
Facciata del comune con le lapidi rimosse a seguito della decisione della giunta comunale

## Trasposizione cinematografica
Prendendo spunto dai fatti del Duomo e abbracciando l'ipotesi della sola responsabilità tedesca della strage, nel 1982 i fratelli Paolo e Vittorio Taviani, tra l'altro originari proprio di San Miniato, dirigono uno dei loro film più famosi, La notte di San Lorenzo, aggiudicandosi il Gran Premio Speciale della Giuria del Festival di Cannes. La location della scena nel film fu però la Collegiata di Empoli.